# ジェリー・ブルックス
ジェローム・エドワード・ブルックス（Jerome Edward Brooks、1967年3月23日 - ）は、アメリカ合衆国出身の元プロ野球選手（外野手）。

## 経歴
1988年のMLBドラフトでロサンゼルス・ドジャースから12巡目（全体296位）で指名されプロ入り。
1993年、はAAA級アルバカーキ・デュークスで打率3割4分を超える高成績を残し、9月にメジャー初昇格。9試合に出場し、MLB初本塁打も記録した。
1994年からはマイナーリーグ生活に戻る。この年限りでドジャースを退団。
1995年はシンシナティ・レッズと契約し、AAA級インディアナポリス・インディアンズでプレー。
1996年にフロリダ・マーリンズでメジャー再昇格。
1997年にNPBの日本ハムファイターズに入団。入団当初、同時期入団のナイジェル・ウィルソンと風貌がお互いによく似ていると話題になり、「トムとジェリー」と呼ばれていた。
1998年前半はこの年命名された「ビッグバン打線」の4番打者を務め、日本ハム前半の快進撃を支えたが、後半戦は大不振に陥り、同年のリーグ最多併殺打を記録。本塁打と打点こそ前年を上回ったものの、同年限りで解雇された。
1999年はニューヨーク・メッツ傘下AAA級ノーフォーク・タイズに所属。
2000年はメキシカンリーグ2球団と米独立リーグを渡り歩き、この年限りで現役を引退した。
MLB通算安打が4安打であり、かつ単打、二塁打、三塁打、本塁打が各1本ずつという、非常に稀有な記録の持ち主である。

## 詳細情報

### 年度別打撃成績
| 年 度    | 球 団    | 試 合 | 打 席 | 打 数 | 得 点 | 安 打 | 二 塁 打 | 三 塁 打 | 本 塁 打 | 塁 打 | 打 点 | 盗 塁 | 盗 塁 死 | 犠 打 | 犠 飛 | 四 球 | 敬 遠 | 死 球 | 三 振 | 併 殺 打 | 打 率 | 出 塁 率 | 長 打 率 | O P S |
| -------- | -------- | ----- | ----- | ----- | ----- | ----- | -------- | -------- | -------- | ----- | ----- | ----- | -------- | ----- | ----- | ----- | ----- | ----- | ----- | -------- | ----- | -------- | -------- | ----- |
| 1993     | LAD      | 9     | 9     | 9     | 2     | 2     | 1        | 0        | 1        | 6     | 1     | 0     | 0        | 0     | 0     | 0     | 0     | 0     | 2     | 0        | .222  | .222     | .667     | .889  |
| 1996     | FLA      | 8     | 7     | 5     | 2     | 2     | 0        | 1        | 0        | 4     | 3     | 0     | 0        | 0     | 0     | 1     | 0     | 1     | 1     | 0        | .400  | .571     | .800     | 1.371 |
| 1997     | 日本ハム | 134   | 542   | 488   | 61    | 135   | 27       | 2        | 16       | 214   | 63    | 3     | 2        | 0     | 4     | 39    | 2     | 11    | 66    | 21       | .277  | .341     | .439     | .780  |
| 1998     | 日本ハム | 129   | 523   | 459   | 58    | 112   | 8        | 1        | 25       | 197   | 73    | 1     | 1        | 0     | 4     | 53    | 6     | 7     | 64    | 26       | .244  | .329     | .429     | .758  |
| MLB：2年 | MLB：2年 | 17    | 16    | 14    | 4     | 4     | 1        | 1        | 1        | 10    | 4     | 0     | 0        | 0     | 0     | 1     | 0     | 1     | 3     | 0        | .286  | .375     | .714     | 1.089 |
| NPB：2年 | NPB：2年 | 263   | 1065  | 947   | 119   | 247   | 35       | 3        | 41       | 411   | 136   | 4     | 3        | 0     | 8     | 92    | 8     | 18    | 130   | 47       | .261  | .335     | .434     | .769  |

- 各年度の太字はリーグ最高

### 記録
NPB
- 初出場・初先発出場：1997年4月5日、対千葉ロッテマリーンズ1回戦（東京ドーム）、7番・左翼手として先発出場
- 初安打：1997年4月6日、対千葉ロッテマリーンズ2回戦（東京ドーム）、2回裏に黒木知宏から三塁打
- 初打点：1997年4月8日、対福岡ダイエーホークス1回戦（福岡ドーム）、1回表にデビッド・ウエストから
- 初本塁打：1997年4月11日、対近鉄バファローズ1回戦（大阪ドーム）、2回表に山崎慎太郎から先制2ラン

### 背番号
- 64 （1993年）
- 35 （1996年）
- 9 （1997年 - 1998年）